# Frank Farian
Frank Farian, geboren als Franz Reuther (Kirn, 18 juli 1941 – Miami (Florida), 23 januari 2024) was een Duitse muziekproducent, zanger en liedjesschrijver.

## Levensloop

### Jaren voor grote doorbraak
Hij groeide na de Tweede Wereldoorlog in West-Duitsland op in de buurt van Amerikaanse militaire bases, waardoor hij een publiek vond voor zijn soul-optredens. Farian startte in 1961 zijn muzikale carrière met de groep Frank Farian und Die Schatten en bracht zijn eerste plaat Shouting Ghost uit in 1963. Hij coverde wat soul- en rocknummers, maar voorzag eind jaren zestig in zijn levensonderhoud als schlagerzanger. Enkele jaren later verscheen hij met Top10 succes in het Duitse  ZDF-Hitparade van Dieter Thomas Heck.
Daarnaast produceerde Farian in zijn begincarrière ook al voor anderen. Zo produceerde hij in 1970 voor de rockgroep The Falcons. In 1974 werd gestart met het produceren voor de toen 16-jarige Benny Schnier die zojuist een talentenjacht gewonnen had. Via Farian kreeg hij onder de artiestennaam Benny een aardig succesvolle schlagerzangercarrière.

### Ontwikkeling eigen geluid en eerste grote succes
In 1974 begon hij ook aan het ontwikkelen van een eigen geluid. Het werd tijd om "mijn muziek" te produceren, zei hij in een Farian-tv-special. Hij begon met het project Exodus. Exodus kwam in 1975 op de nummer 1-positie in Finland, een land met een kleine afzet.
Boney M. – wat startte als een studioproject – was qua geluid schatplichtig aan Exodus. De eerste productie van Boney M., Baby, do you wanna bump, kwam in 1975 op de markt en werd een hitje in Nederland en België, voorafgaand aan de doorbraak in vele landen via hun tweede single, Daddy Cool, in het najaar van 1976. 
In de zomer van 1976 kwam Farians eerste grote hit (nummer 1 in Duitsland), Rocky, een vertaling van het nummer uit 1975 van Dickey Lee in het Duits. In het Nederlands werd het nummer dat jaar vertaald en gezongen door Don Mercedes waarbij het arrangement van de Farian versie werd overgenomen. De opbrengst van Rocky werd geïnvesteerd in verdere opnamen van Boney M. Farian kon nu gerenommeerde studiomuzikanten aantrekken, zoals Keith Forsey, die ook voor Donna Summer werkte.

### Drie decennia internationale hits
Farian had als producer in drie decennia grote successen. Vaak was hij ook (mede)componist. Boney M. was zijn grootste succes. Maar in de jaren zeventig werd er ook gescoord met Eruption en Gilla. In de jaren tachtig en negentig volgden onder andere nog Far(ian) Corporation, Milli Vanilli, No Mercy, La Bouche en Chilli.
Van Boney M. en Milli Vanilli was Farian tevens de oprichter.
In Nederland bereikten tientallen Farian producties de hitlijsten. Veronica Top 40 maakte naar aanleiding van het overlijden een lijst van zijn 40 grootste Top 40 hits.
Farian bleef na zijn grote successen produceren en had bijvoorbeeld in 2003 nog wat succes met Daniël Lopes die hij onder contract had genomen wegens succesvolle deelname aan een Duitse Talentenshow. De single Shine on haalde nummer 14 in de Duitse hitlijst.

### Boney M.

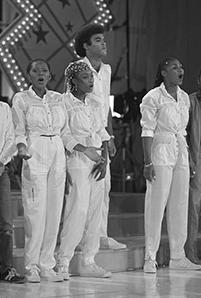
Boney M. in Nederlandse tv show in 1981

Met Boney M scoorde Farian hit na hit, vooral in Europa, onder andere Daddy Cool, Ma Baker, Sunny, Rivers of Babylon en Brown Girl in the Ring. In Canada, Mexico en Zuid-Afrika was Boney M. bijvoorbeeld ook razend populair, maar in de Verenigde Staten bleef Boney M. in de Billboard 100 steken op nummer 30.

### Milli Vanilli

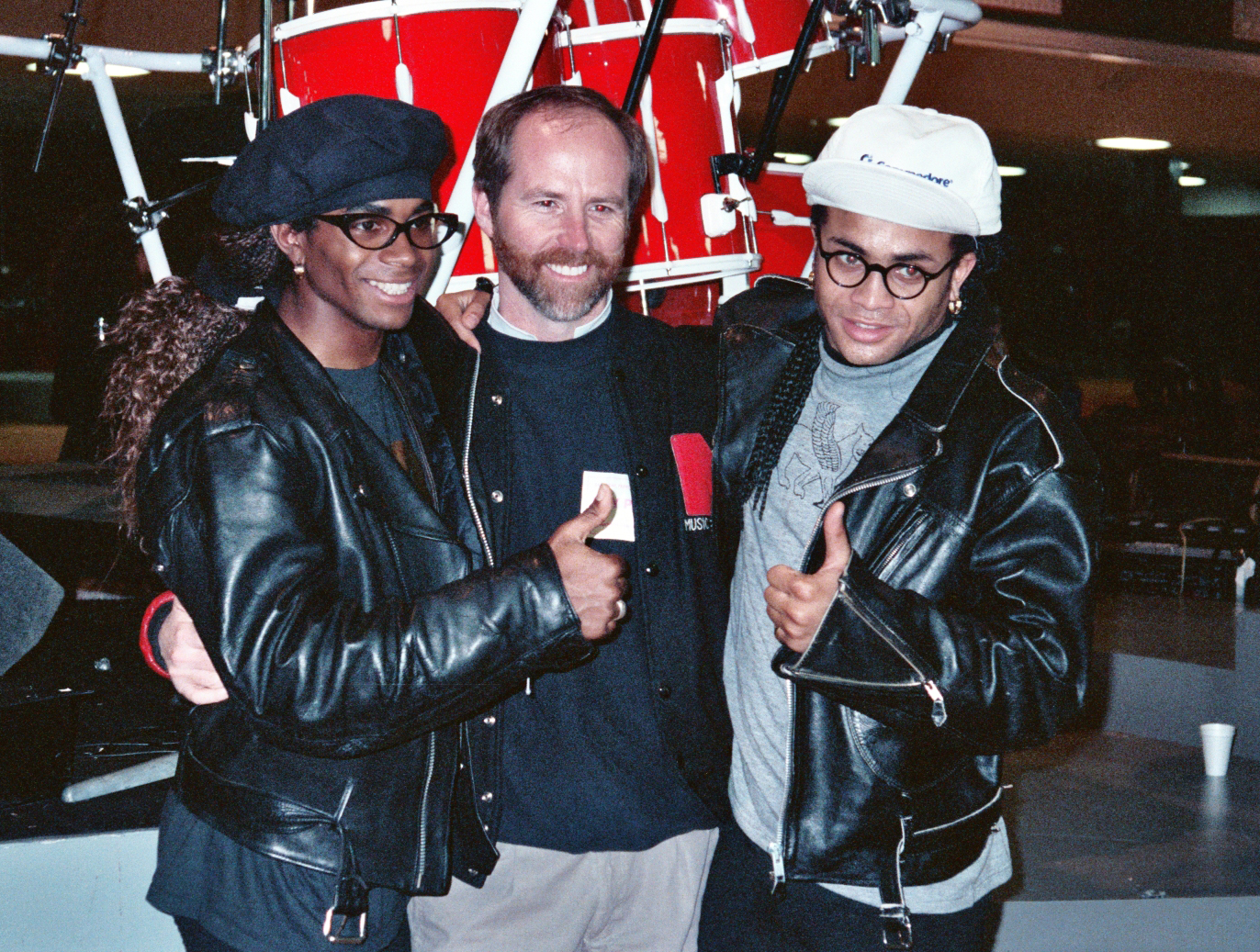
Milli Vanilli bij de Grammy Awards uitreiking in 1990

Vanaf 1988 kwamen er grote successen met Milli Vanilli. Met het – naar later bleek – playbackduo bereikte Farian in de VS nu ook de nummer 1-positie en haalde hij zelfs een Grammy Award binnen. 
In 1990 kwam het tot een schandaal toen bleek dat de hits van Milli Vanilli niet door de artiesten zelf, maar door een aantal studio-artiesten en Farian zelf waren ingezongen. De Grammy Award werd, al dan niet onder dwang, ingeleverd. De drie gewonnen American Music Awards werden echter behouden.

### Kritiek maar ook status

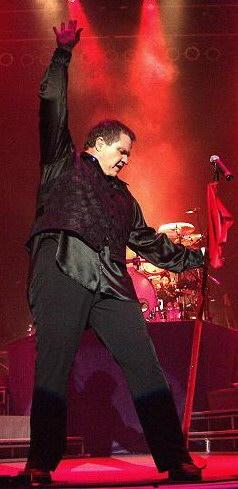
Meat Loaf on stage in 2004. Farian produceerde zijn album Blind before I stop uit 1986

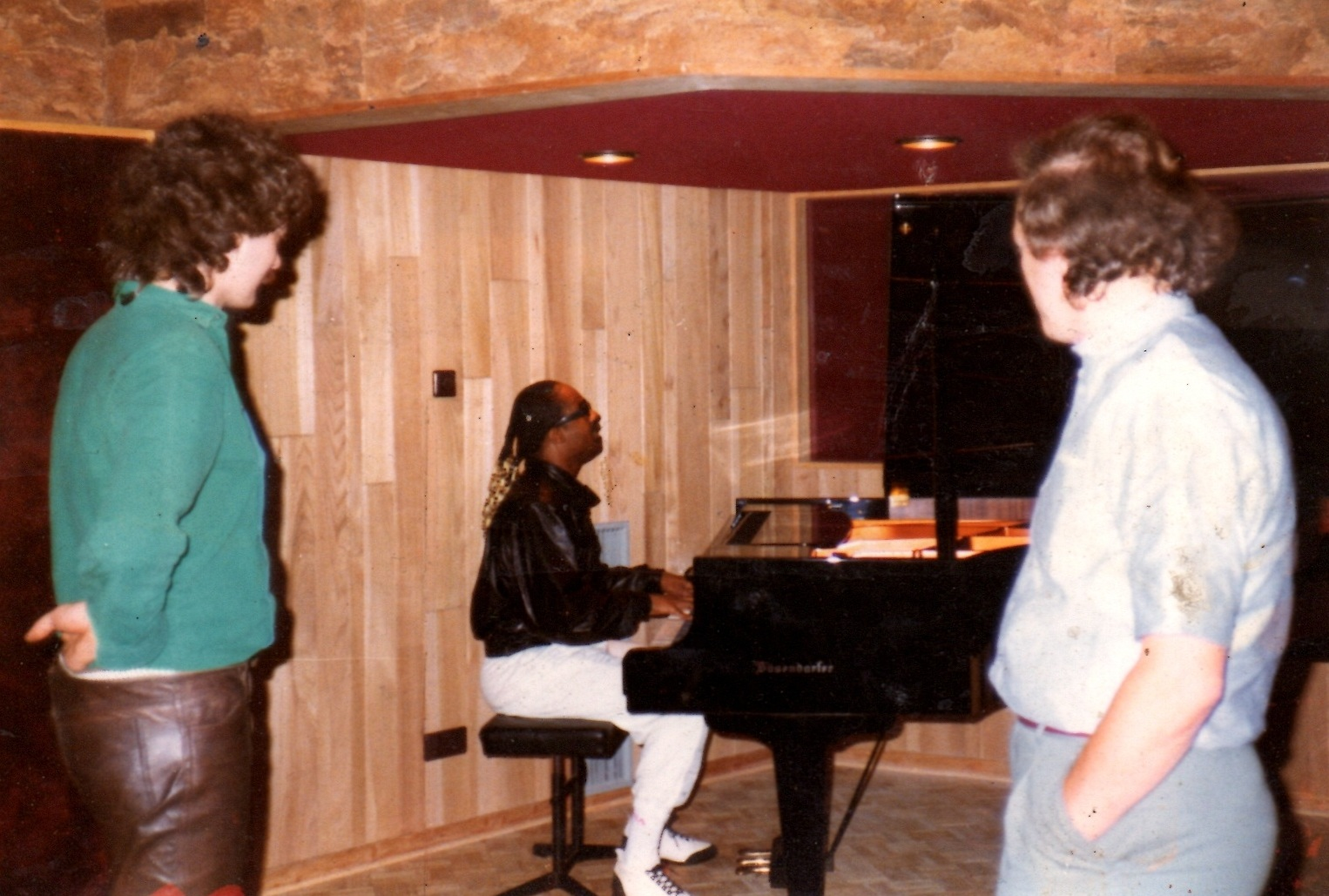
Stevie Wonder in FAR Studios

Farian kreeg gedurende zijn carrière behoorlijk wat kritiek maar wordt gezien als een succesvol producer. Zo produceerde hij in 1986 de elpee Blind Before I Stop van Meat Loaf. Meat Loaf was onder de indruk van het geluid van Farians project Far Corporation, een project met onder andere leden van de Amerikaanse rockband Toto. De samenwerking haalde Meat Loaf uit het dal in zijn carrière en was de sprong naar een comeback. In diverse landen was er succes. In het Verenigd Koninkrijk bereikte het positie 28 in de albumlijst. De van het album afkomstige single Rock'n'Roll Mercenaries bereikte daar nummer 31 maar had het meeste succes in Finland: nummer 16. Er was een video gemaakt maar op de Nederlandse tv bracht Meat Loaf een performance in Veronica's Countdown. In het Verenigd Koninkrijk bereikten ook de singles Blind before I stop en Special girl de hitlijst.
Stevie Wonder nam in 1983 zijn hit I Just Called to Say I Love You op in de studio van Farian. In diezelfde studio maakte Terence Trent d'Arby in 1983 zijn eerste opnames; zij het als lid van de groep The Touch. Farian produceerde zelf twee nummers voor die groep, Don't call me up en Long Way.
Andere nummers werden geproduceerd voor Far Music door Helmut Rulofs (echtgenoot van Gilla), een teamlid van Farian, en in 1984 als album uitgebracht, Love on time. Een groot deel van dat album was onderdeel van de soundtrack van de Duitse bioscoopfilm Schulmädchen '84. Terence Trent D'Arby verkreeg enige jaren later enorme bekendheid als soloartiest. D'Arby's oude werk met The Touch werd in zijn hoogtijdagen in 1989 in een remix uitgebracht onder The Touch With Terence Trent D'Arby, Early Works.
Een verzoek in de jaren negentig van Michael Jackson om een van de producers van zijn nieuwe elpee te worden wees Farian af wegens gebrek aan tijd. Jackson wilde Farian contracteren omdat Farian met Milli Vanilli producer van het jaar was.

### Film Disco Fieber & Musical Daddy Cool

#### Disco Fieber
Beinvloed door Saturday Night Fever en Grease ontstond voor Farian in 1979 het idee voor een film met daarin zijn toenmalige internationale discohits van Boney M. en Eruption. Het schrijven van het script werd uitbesteed. De film moest het hebben van wat komische scènes en optredens van zijn acts. Disco Fieber was te zien als een Europees antwoord op bovenstaande Amerikaanse films. De niet door Farian geproduceerde Eurodisco-acts La Bionda en The Teens waren ook te horen en te zien. De toenmalige grote Boney M. hit Hooray! Hooray! It's a Holi-Holiday werd gepromoot als "originele filmmuziek van Disco Fieber" middels een logo op de singlehoes. In tegenstelling tot het succes van de promotende single had de film een mager succes en heeft het zo goed als alleen wat bekendheid in Duitsland mede dankzij ook uitzendingen op tv daar. Echt vergelijkbaar was Disco Fieber niet met Saturday Night Fever en Grease. Disco Fieber was overduidelijk een lowbudgetfilm.

#### Musical Daddy Cool
Wel succesvol was de in 2006 gestarte musical Daddy Cool. Een musical met als leidraad muziek van de bekendste acts van Farian, zijnde Boney M., Eruption, La Bouche en No Mercy. De hoofdrol was weggelegd voor Sunny, een jongen die leefde voor de muziek. Ook werden de Boney M.-titels Rasputin en Ma Baker toegekend aan spelers. De musical startte in het Shaftesbury Theatre te Londen en was daar een half jaar te zien. De show ging vervolgens in 2007 voor twee maanden naar Berlijn, Duitsland. Een kort toertje van vier dagen in Engeland volgde en in de maand februari 2009 was de musical in Denemarken. In september 2011 tot januari 2012 was de musical in diverse theaters in Nederland, mede in handen van Albert Verlinde. Spanje volgde nog in 2012 en enige jaren later volgde Zwitserland nog en als laatste opnieuw Duitsland (in 2016).
Farian nam voor alle versies de productie mede op zich, maar had het schrijven van het script uitbesteed. Hoge bedragen werden uitgegeven voor de totstandkoming van de beginnende reeks shows te Londen, zo hoog dat dit internationale project voor Farian het eerste project was wat hem meer kostte dan opleverde. 
Zo was de Nederlandse cast onder leiding van Albert Verlinde op aanvraag van de door Farian opgerichte of ingeschakelde organisatie, Sunny Music Entertainment, naar Mallorca gegaan om daar drie maanden de musical te presenteren, maar werden na 2 weken de voorstellingen stilgelegd omdat Sunny Music Entertainment liet weten dat het verkregen budget op was.  Zangeres Sheila Ferguson van de The Three Degrees was special guest binnen de cast op Mallorca.

## Het overlijden in januari 2024
Frank Farian overleed wegens algemene verzwakking in januari 2024, zijnde 2 jaar na een hartoperatie. Zijn overlijden bereikte in vele landen de media.  In Nederland haalde het diverse radiojournaals, gaven vele kranten berichtgeving en werd er op diverse radiostations bij stilgestaan. NPO Radio 1  sprak met de Nederlandse muziekproducer  Ferdi Bolland over het werk van Farian  Popkenner Leo Blokhuis voegde een 25 minuten durende aflevering over Farian toe aan zijn podcast. De begrafenisplechtigheid heeft plaatsgevonden in besloten kring voor zijn dichtstbijzijnde nabestaanden. Voor kennissen en mensen uit zijn werkkring hielden Farians nabestaanden een plechtige bijeenkomst: in Miami en Duitsland. Bij die in Duitsland waren de Boney M. leden Liz Mitchell, Marcia Barrett en Reggie Tsiboe, Gilla, Marty Cintron van No Mercy, Thomas Anders  van Modern Talking en studiozanger Brad Howel ("de zang van Rob Pilatus") present. Fab Morvan (een van de vroegere leden van Milli Vanilli) had via sociale media zijn medeleven betuigd.

## Wetenswaardigheden

#### Avro special Frank Farian Family (1978)
In mei 1978 toen Farians groep Boney M. een grote hit had met Rivers of Babylon scoorde Gilla met een cover van Bend Me, Shape Me en had ook Eruption waarvoor Farian co-produceerde een nieuwe hit, Party, Party. Rede genoeg voor omroep AVRO dat destijds Toppop had om de drie acts in het zonnetje te zetten. Van het optreden in de Utrechtse discotheek Cartouche werd de presentatie gedaan door Ad Visser.
Vlak erna verscheen de elpee Super Disco Party met alle hits tot toen van Boney M., Gilla en Eruption.

#### De Schlagerzangeres Herlinde
Herlinde Grobe (latere carrière onder artiestennaam "Bianca") zong de vrouwelijke achtergrondzang op Farians succes-single Rocky uit 1976. In 1977 produceerde Farian voor haar de single Der Junge, den Ich nie vergessen kann.

## Discografie

### Solo uitgaven/inclusief project Far(ian) Corporation* en Farian compilatie

#### Studio albums
- So ein Tag (1971)
- So muß Liebe sein (1973)
- Rocky (1976)
- Division One* (1985)
- Solitude* (1994)

#### Compilatie albums
- Star Discothek (1978)
- Super Disco Party (1978) [43][44]
- The Hit Man – The Best of 25 Years (1994)
- The Hit Collection – The Best of 25 Years (1994)
- The Hit Man II (2000)
- Summer Hits (2001)
- Dieter Thomas Heck präsentiert: 40 Jahre ZDF Hitparade (2009)
- Produced by Frank Farian (2009)

#### Singles
- Shouting Ghost (1964)
- Yakety Yak (1964)
- Under the Boardwalk (1965)
- Mr. Pitiful (1967)
- Gipsy (1968)
- Dana My Love (1968)
- Ein Kissen voller Träume (1969)
- Speedy Jack (1970)
- Du bist wunderbar (1971)
- Morgens, mittags, abends – Barbara (1971)
- So ein Tag (1971)
- Gold in Acapulco (1972)
- Leg den Kopf an meine Schulter (1972)
- Was kann schöner sein (1973)
- So muß Liebe sein (1973)
- Wunderbar (1973)
- Bleib bei mir (1974)
- An mir soll es nicht liegen (1974)
- Atlantica (1975)
- My Decision (1975)
- Cara mia bleib (1975)
- Rocky (1976)
- Spring über deinen Schatten, Tommy (1976)
- Sie war erst 17 (und neu in der Stadt) (1977)
- Mother and Child Reunion* (1985)
- Stairway to Heaven* (1985)
- Fire and water* (1986)
- You Are the Woman* (1986)
- One By One* (1987)
- Sebastian*  (1987)
- Rikki Don't Lose That Number* (1994)
- Rainy Days* (1994)

### Albums, producer of co-producer* (selectie)[50]
The Falcons
- The Falcons' Fever (1971)

Boney M.
- Take the Heat off Me (1976) - nr. 1 Zweden, nr. 2 Duitsland, nr. 2 Noorwegen, nr. 5 Nederland, nr. 26 Australië, nr. 40 UK
- Love for Sale (1977) - nr. 1 Duitsland, nr. 1 België, nr. 1 Zweden, nr. 2 Nederland, nr. 5 Argentinië nr. 13 UK, nr. 27 Australië
- Nightflight to Venus (1978) - nr. 1 UK, nr. 1 Duitsland, nr. 1 Nederland, nr. 1 Noorwegen,, nr. 2 Finland, nr. 3 Nieuw-Zeeland, nr. 7 Australië, nr. 7 Canada,  nr. 134 US
- Oceans of Fantasy (1979) -  nr. 1 UK, nr. 1 Duitsland, nr. 1 Noorwegen, nr. 3 Nederland, nr. 5 Zweden, nr. 5 Nieuw-Zeeland, nr. 21 Australië, nr. 44 Canada
- Boonoonoonoos (1981) - nr. 7 Finland, nr. 14 Oostenrijk, nr. 15 Duitsland, nr. 21 Noorwegen, nr. 31 Zweden, nr. 35 Nederland, latere notering: 2020, nr. 42 Portugal
- The Magic of Boney M. – 20 Golden Hits (1980) - nr. 1 UK, nr. 2 Duitsland, nr. 2 Nieuw-Zeeland, nr. 3 Australië, nr. 16 Canada
- Christmas Album (1981) - nr. 10 Nederland, nr. 14 Duitsland, nr. 42 Nieuw-Zeeland, nr. 80 Canada
- 10.000 Lightyears (1984) - nr. 24 Duitsland
- Kalimba de luna - 16 happy songs with Boney M. (1984)
- Eye dance (1985)
- Gold – 20 Super Hits (1992) - nr. 1 Finland, nr. 2 Nederland, nr. 2 Nieuw-Zeeland, nr. 5 Zwitserland, nr. 6 Australië

Gilla
- Help! Help! (1977)

Eruption*
- Eruption, ook uitgebracht als I Can't Stand the Rain (1977) - nr. 14 Australië, nr. 25 Zweden, nr. 133 US, nr. 44 US (R&B list)
- Leave a Light (1979) - nr. 42 Australië, nr. 19 Noorwegen

Precious Wilson
- On the race track (1980)
- All Coloured in Love (1982)
- Funky Fingers (1983)

Meat Loaf
- Blind Before I Stop (1986) - nr. 28 UK, nr. 21 Zwitzerland, nr. 51 Duitsland

Milli Vanilli
- All or Nothing, The US - Remix Album (1989) - nr. 1 Australië, nr. 1 Nieuw-Zeeland, nr. 1 Nederland, nr. 4 Duitsland, nr. 6 UK,
- Girl You Know It's True (1989) - nr. 1 USA, nr. 1 Canada

La Bouche
- Sweet Dreams (1995) - nr. 2 Finland, nr. 2 Zwitserland, nr. 6 Nieuw-Zeeland, nr. 10 Australië, nr. 28 US, nr. 41 Nederland

No Mercy
- My Promise  (1996) - nr. 1 Oostenrijk, nr. 3 Nederland, nr. 4 België, nr. 4 Australië, nr. 5 Zwitserland, nr. 6 Duitsland, nr. 17 UK, nr. 18 Nieuw-Zeeland, nr. 22 Canada, nr. 104 US

### Internationale hits, producer of co-producer* (selectie)[51]
Gilla
- Tu'eS! (1975) - nr. 2 Oostenrijk, nr.10 Duitsland
- Bend Me Shape Me (1977) - nr. 8 België, nr. 12 Nederland

Boney M.
- Daddy Cool (1976) - nr. 1 Duitsland, nr. 1 België, nr. 1 Spanje, nr. 1 Zweden, nr. 3 Nederland, nr. 6 UK, nr. 65 US (Billboard Hot 100)
- Sunny (1976) - nr. 1 Nederland, nr. 1 België, nr. 1 Oostenrijk, nr. 1 Duitsland, nr. 2 Zwitserland, nr. 3 UK, nr. 4 Noorwegen
- Ma Baker (1977) - nr. 1 Duitsland, nr. 1 Frankrijk, nr. 1 Noorwegen,  nr. 1 Nederland,  nr. 1 Mexico, nr. 2 UK, nr. 2 Italië, nr. 4 Ierland, nr. 96 US
- Rivers of Babylon (1978) - nr. 1 Duitsland, nr. 1 Nederland, nr. 1 UK, nr. 1 Ierland, nr. 1 Zweden, nr. 1 Zwitserland, nr. 1 Mexico, nr. 1 Nieuw-Zeeland, nr. 1 Australië, nr. 1 Zuid-Afrika,  nr. 30 US
- Mary's boy child / Oh my Lord (1978) - nr.1 UK, nr.1 Zwitserland, nr.1 Duitsland, nr.1 Zweden, nr.1 Ierland, nr. 2 Nederland, nr. 3 Australië, nr. 85 US , latere noteringen (selectie):   2016: Denemarken nr. 16, 2018: UK,  nr. 26, 2022: UK, nr. 52

Eruption
- I can't stand the rain* (1977) - nr. 1 België, nr. 1 Australië, nr. 2 Noorwegen, nr. 2 Zweden, nr. 3 Italië, nr. 4 Nederland, nr. 5 UK, nr. 5 Frankrijk, nr. 5 Zuid-Afrika, nr. 6 Ierland, nr. 7 Duitsland, nr. 18 US, nr. 21 Canada
- One way ticket* (1979) - nr. 1 Oostenrijk, nr. 1 Zwitserland, nr. 2 Argentinië, nr. 2 België, nr. 2 Finland, nr. 2 Denemarken, nr. 4 Frankrijk, nr. 4 Nederland, nr. 4 Zimbabwe, nr. 5 Zuid-Afrika, nr. 7 Duitsland, nr. 9 UK

Precious Wilson
- Hold on I'm coming (1979) - nr. 45 Nederland
- Cry to me (1980) - nr. 3 Zweden, nr. 12 Nederland
- We Are on the Race Track (1980) - nr. 11 Duitsland
- I need you (1982) - nr. 6 Zwitserland

Far Corporation
Stairway to heaven (1985) - nr. 8 UK, nr. 9 Ierland, nr. 16 Zuid-Afrika, nr. 23 Australië, nr. 89 US
Meat Loaf
- Rock'n'Roll Mercenaries (1986) - nr. 16 Finland, nr. 31 UK

Milli Vanilli
- Girl You Know It's True (1988) - nr. 1 Duitsland, nr. 1 Spanje, nr. 2 US, nr. 3 UK
- Blame It on the Rain (1988) - nr. 1 US, nr. 2 Nederland, nr. 3 Duitsland, nr. 3 Canada

La Bouche
- Be my Lover* (1995) - nr. 1 Duitsland, nr. 1 Roemenië, nr. 1 Zweden, nr. 2 Australië, nr. 6 US
- Fallin'In Love (1995) - nr. 13 Duitsland, nr. 13 Oostenrijk, nr. 13 Zwitserland, nr. 15 Nederland, nr. 39 Australië, nr. 33 Nieuw-Zeeland

No Mercy
- Where Do You Go (1995) - nr. 1 Ierland, nr. 2 UK, nr. 2 Australia, nr. 5 US
- When I die (1996) - nr. 1 Nederland, nr. 1 Oostenrijk, nr. 5 Duitsland, nr. 41 US

Chilli featuring Carrapicho 
- Tic, Tic Tac (The remix version, 1997) - nr. 2 Oostenrijk, nr. 3 Spanje, nr. 4 Noorwegen, nr. 5 Duitsland, nr. 59 UK, nr. 14 Canada, nr. 25  Nederland (Top 40)[54]

Daniël Lopes
- Shine On (2003) - nr. 14 Duitsland, nr. 52 Oostenrijk, nr. 87 Zwitserland

- Bibsys: 43824
- Biblioteca Nacional de España: XX921262
- Bibliothèque nationale de France: cb14025155w (data)
- Gemeinsame Normdatei: 129011134
- International Standard Name Identifier: 0000 0003 6853 7245
- Library of Congress Control Number: no2016014565
- MusicBrainz: f01a848f-158a-4dc7-90c5-3e67ab67c8a4
- Nationale Bibliotheek van Tsjechië: xx0053723
- Nationale bibliotheek van Australië: 35197810
- Nationale Bibliotheek van Polen: a0000002103303
- Nationale en Universitaire bibliotheek Zagreb: 000062791
- Nederlandse Thesaurus van Auteursnamen: 071005331
- Istituto Centrale per il Catalogo Unico: DDSV000829
- Système universitaire de documentation: 166285145
- Trove: 861145
- Virtual International Authority File: 85646659
- WorldCat: E39PBJfcTFdDcCKtGRtXH3k4bd